# アイオリス

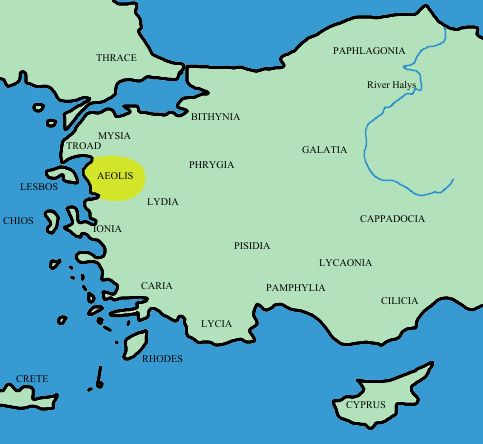
アイオリスの位置

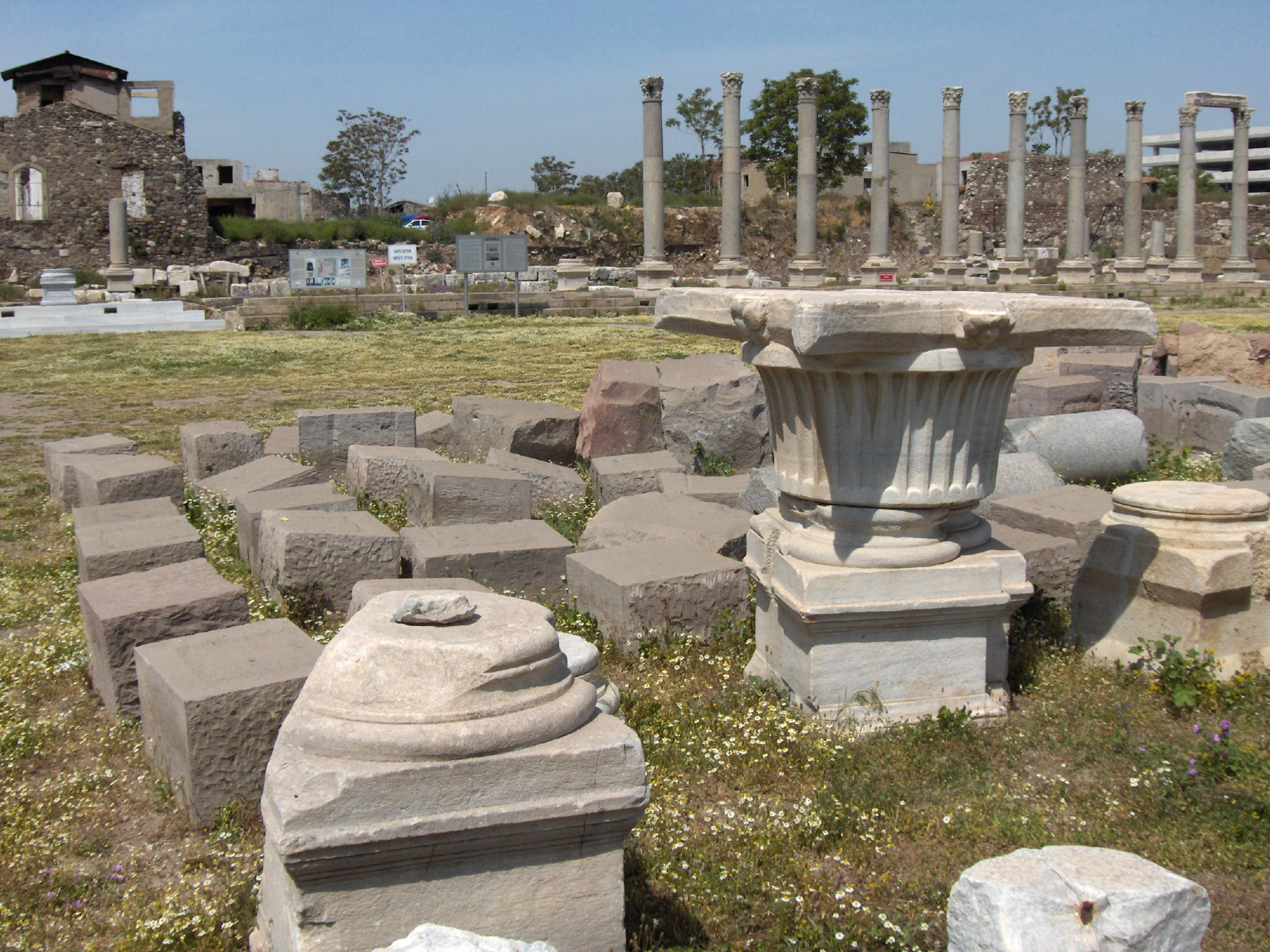
スミルナのアゴラの眺め

アイオリス（古代ギリシャ語： Αιολίς, Aiolís, 英語：Aeolis）またはアイオリア（古代ギリシャ語： Αιολία, Aiolía, 英語：Aeolia）は、小アジア地方の北北西に位置する地方で、アイオリス人の古代ギリシア都市国家群があった。大部分は海岸沿いで、沖にはレスボス島などの島々もあった。北をミュシア、南をイオニア、東をリディアとそれぞれ国境を接していた。

## 地理
アイオリスは小アジア西海岸に位置する古代の地方で、ヘレスポントス海峡（現ダーダネルス海峡）の玄関口から南のヘルムス川（現ゲディズ川 Gediz River）にかけて、エーゲ海沿いに広がっていた。地名は紀元前1000年以前にギリシアから移民してきたアイオリス人に由来する。しかし、アイオリスは地理的な地方というより、むしろ民族学的・言語学的包領で、ミュシアの一部（南部）と見なされることも多い。

## 歴史
ヘロドトス『歴史』によると（1.149）、紀元前8世紀の時点で、アイオリス人の12の都市国家があり、都市連合（ドデカポリス）を結成していた。各都市は次の通りである。
- キュメ（CymeまたはKymi）別名プリコニス（Phriconis）
- レリサイまたはラリッサ（Larissae）
- ネオン・テイコス（Neonteichos）
- テムノス（Temnus）
- キラ（Cilla）
- ノティオン（Notium）
- アイギロエッサ（Aegiroessa）
- ピタネ（Pitane）
- アイガイアイ（Aigai）
- ミュリナ（Myrina）
- グリュネイア（Gryneia）
- スミルナまたはスミュルナ（Smyrna） - 現イズミル

この中で最も有名な都市はスミルナだが、紀元前699年、スミルナはイオニア同盟に加盟した。残った諸都市はリディア王クロイソス（在位：紀元前560年 - 紀元前546年）に征服された。その後も、ペルシア、マケドニア王国、セレウコス朝、ペルガモンに支配された。
紀元前133年、ペルガモン王アッタロス3世はアイオリスをローマに遺贈し、そのすぐ後、ローマのアシア属州の一部となった。ローマ帝国が分裂した時には（395年）、アイオリスは東ローマ帝国のものとなり、その後、1400年代初期にオスマン帝国に占領された。

## アイオリス地方の出身者
- ピタネのアウトリュコス
- アンドリスコス
- Elias Venezis

## 伝承
ホメーロスの『オデュッセイア』の中で、オデュッセウスはキュクロープスの国を脱出した後、風の神アイオロスの島に着き、西風ゼピュロスの詰まった袋を渡される（第十歌）。